# Sweet Revenge (album, 1978)
Pour les articles homonymes, voir Sweet Revenge.
Albums de Amanda Lear
I am a Photograph Never Trust a Pretty Face
Singles
1. Follow Me
Sortie : 1978
2. Enigma (Give A Bit Of Mmh To Me)
Sortie : 1978
3. Run Baby Run
Sortie : 1978
4. Gold
Sortie : 1978

Sweet Revenge est le deuxième album studio Disco-dance d'Amanda Lear, sorti en 1978. Tous les titres de l'album sont écrits par Amanda Lear.
C'est un album concept, dont la première partie (les titres 1 à 5 qui s'enchaînent sur le disque) raconte l'histoire d'une femme qui vend son âme au Diable contre gloire et fortune.
L'album sera un gros succès en France avec 570 000 exemplaires vendus.[réf. nécessaire] Il est son unique disque de certification français. En l’occurrence, l'album est certifié disque d'or.

## Titres
- Face A :

1. Follow Me (Anthony Monn / Amanda Lear) 3:50
2. Gold (Charly Ricanek / Amanda Lear) - 3:45
3. Mother, Look What They've Done To Me (Anthony Monn / Amanda Lear) 4:45
4. Run Baby Run (Anthony Monn / Amanda Lear) 3:45
5. Follow Me (Reprise) (Anthony Monn / Amanda Lear) 3:40

- Face B :

1. Comics (Charly Ricanek / Amanda Lear) 3:40
2. Enigma (Give A Bit Of Mmh To Me) (Rainer Pietsch / Amanda Lear) 5:08
3. The Stud (Rainer Pietsch / Amanda Lear) 3:30
4. Hollywood Flashback (Anthony Monn / Amanda Lear) 4:31

Durée totale : 35:30

## Classements
| Classements (1978) | Meilleure position |
| ------------------ | ------------------ |
| Allemagne          | 4                  |
| Autriche           | 8                  |
| France             | 17                 |
| Italie             | 9                  |
| Pays-Bas           | 9                  |

## Singles extraits de l'album
- Follow Me - 1978 (#5 France, #3 Pays-Bas, #3 Allemagne, #3 Afrique du Sud, #6 Autriche, #7 Suisse, #9 Italie)[7]
- Enigma (Give A Bit Of Mmh To Me) - 1978 (#10 Italie, #11 Pays-Bas, #11 Afrique du Sud)
- Run Baby Run - 1978
- Gold - 1978